# Juan Carlos Salazar (actor peruano)
Juan Carlos Salazar Baselli (Lima, 21 de julio de 1974) es un actor peruano.

## Biografía
Salazar ha actuado en varias producciones en Perú, Colombia y Ecuador. En particular; Latin Lover, Amas de casa desesperadas, El penúltimo beso y Victorinos.
En 2024, Salazar publicó un libro de cocina, titulado "La Verdad de la Parrilla".

## Filmografía

### Televisión

#### Film
- New Crime City (1994) como Ironhead's Gang.
- Páramo (2004)
- Desátame (2006)

#### Series y telenovelas
- Days of Our Lives (1965) 1 episodio como Lachlan Ebersole en 1998.
- Latin Lover (2001) como Rafael Caballo.
- La Hechicera (2003) como Daniel Betancourt.
- La mujer de Lorenzo (2003)
- Besos robados (2004) como Bobby.
- La Niñera (2006) como Carlos Eduardo Sáenz de Tejada.
- Amas de casa desesperadas (2007) como Carlos Solís.
- Trópico (2007) como Armando Goico.
- Mujeres asesinas (2008)
- El penultimo beso (2009) como Leonardo Fernández.
- Victorinos (2009) como Alejandro Gallardo
- De vuelta al barrio (2019) como Dr. Molina.
- Te volveré a encontrar (2020) como Barceló Iglesias Monckenberg.

## Obras

#### Cocina
- La Verdad de la Parrilla (2024)